# Der fidele Bauer (Operette)
Der fidele Bauer ist eine Operette in einem Vorspiel und zwei Akten von Leo Fall. Das Libretto verfasste Victor Léon. Die Uraufführung fand am 27. Juli 1907 in Mannheim statt. Das Werk gehört zur so genannten Silbernen Operettenära.

## Orchester
Zwei Flöten, zwei Oboen, zwei Klarinetten, zwei Fagotte, drei Hörner, zwei Trompeten, drei Posaunen, eine Harfe, Schlagzeug und Streicher. Hinzu kommen noch Orgel und Akkordeon als Bühnenmusik.

## Handlung

### Vorspiel
Dorfplatz
Matthäus Scheichelreuther ist ein nicht gerade begüterter, aber trotzdem meist froh gelaunter Landwirt und seit vielen Jahren Witwer. Auf dem Sterbebett hatte seine Frau noch den Wunsch geäußert, Stefan, den einzigen Sohn, einmal Pfarrer werden zu lassen. Jetzt, nach dem erfolgreich bestandenen Abitur, ist der Tag des Abschieds gekommen. Stefan sagt seinem Vater und seiner Schwester Annamirl Lebewohl, um im fernen Wien das Studium der Theologie aufzunehmen.

### Erster Akt
Dörflicher Rummelplatz
Elf Jahre sind es nun schon her, seit Stefan seine Heimat nicht mehr gesehen hat. Der alte Scheichelreuther ist freudig erregt, seit er erfahren hat, dass er heute Besuch von seinem Sohn erhält. Auch Annamirl ist mächtig stolz auf ihren Akademikerbruder. Dies geht sogar so weit, dass sie sich selbst als etwas Besseres vorkommt und ihrem Freund Vincenz, den sie seit Kindestagen kennt, nur noch die kalte Schulter zeigt. Im Dorf wird gerade Kirchweih gefeiert. Vincenz soll morgen seinen Wehrdienst antreten und würde gerne zum Abschied mit Annamirl tanzen, aber sie gibt ihm einen Korb.
Lisi, Kuhmagd bei Scheichelreuther, die ihrer Haarfarbe wegen vom ganzen Dorf nur die „rote Lisi“ genannt wird, bummelt mit ihrem nichtehelichen Sohn Heinerle über den Rummelplatz. Immer, wenn der Bub einen Wunsch äußert, beteuert ihm seine Mutter, dass sie kein Geld habe.
Stefan kommt, um seine Familie zu besuchen. Wie sich herausstellt, hatte er das Studium der Theologie bald an den Nagel gehängt und stattdessen Medizin studiert. Gegenüber der ländlichen Bevölkerung gibt er sich anmaßend. Auch sein Vater muss schmerzhaft feststellen, dass sich sein Sohn gänzlich verändert hat. Ja, er schämt sich geradezu seiner bäuerlichen Herkunft. Er hat sich zu einem arroganten Schnösel entwickelt. Der alte Scheichelreuther muss dann erfahren, dass sich sein Sohn mit der Tochter eines Geheimrats aus Berlin verlobt hat und im Begriffe ist, noch heute nach dorthin weiterzureisen, weil er seine Braut in wenigen Tagen heiraten werde. Als Stefan dann auch noch zu erkennen gibt, dass Vater und Schwester nicht zum Fest geladen sind, überkommt den alten Scheichelreuther nicht nur eine tiefe Traurigkeit, sondern auch Zorn. Um seinem Sohn eins auszuwischen, beschließt er, den Sohn seiner Kuhmagd zu adoptieren.

### Zweiter Akt
Eleganter Salon in einer Wiener Villa
Stefan ist seit einem Jahr mit Friederike von Grunow verheiratet. Er betreibt nicht nur eine gut gehende Arztpraxis in Wien, sondern hat es bis zum Universitätsprofessor gebracht. Nicht einmal seiner eigenen Frau hat er seine bäuerliche Herkunft verraten.
Heute erhält das Paar Besuch aus Berlin: Geheimrat von Grunow mit Ehefrau Viktoria und Sohn Horst, ein stolzer Husarenleutnant, wollen sehen, wie es den beiden geht. Zu allem Überfluss haben sich Matthäus Scheichelreuther, seine Tochter Annamirl, Stefans Patenonkel Lindoberer und dessen Sohn Vincenz auch dazu entschlossen, das junge Paar ohne Vorwarnung just am selben Tage aufzusuchen. Wie vom Dorf her gewohnt, hat der alte Scheichelreuther seine Zipfelmütze auf und die Ziehharmonika dabei. Die vornehme Berliner Verwandtschaft gibt sich entsetzt, als sie feststellen muss, aus welchen Verhältnissen Stefan kommt. Sie geht sogar so weit, dass sie Friederike empfiehlt, ihren Gatten zu verlassen. Aber da gerät sie bei Friederike an die Falsche. Sie zahlt es ihrer Verwandtschaft heim, indem sie sich besonders freundlich zu den Dorfbewohnern verhält. Es dauert nicht lange, bis ihre nette Art auch auf ihren Gatten und kurz darauf sogar auf die Berliner Verwandtschaft überspringt. Bauer Scheichelreuther kann jetzt endlich wieder stolz auf seinen Sohn sein und am Ende werden auch Annamirl und Vincenz ein glückliches Paar.

## Musik
Das bekannteste Lied der Operette ist zweifellos Heinerle, Heinerle, hab’ kei Geld, das noch heute oft bei Wunschsendungen im Rundfunk verlangt wird. Es ist der Schlager des Bühnenstücks. Aber auch andere Musiknummern brauchen sich nicht dahinter zu verstecken. Zu den bekanntesten gehören:
- Und ich trag’ a Zipfelhaub’n
- Hollodrioh, Rekruten sind wir vier!
- Morgen muss ich fort von hier
- Jeder tragt sei Pinkerl und steht oft im Winkerl
- Ist man auch ein Bauer

## Entstehung
Das Libretto von Victor Léon hieß ursprünglich Die lieben Kinder. Darin spart sich ein jüdischer Altwarenhändler das Essen vom Munde ab, nur um seinen Sohn studieren lassen zu können. Später schämt sich der Sohn seiner ärmlichen Herkunft und verleugnet den Vater. Léon schrieb das Stück dann aber völlig um, verlegte es ins Bauernmilieu und nannte es Der fidele Bauer. In kürzester Zeit komponierte Fall die Operette, doch Wilhelm Karczag, Direktor des Theaters an der Wien, lehnte die Aufführung ab. Kurz zuvor war Falls Operette Der Rebell beim Publikum durchgefallen, außerdem betrachtete Karczag das Bauernmilieu als ungeeigneten Hintergrund für eine Operette.
Als León für den Sommer 1907 zum künstlerischen Leiter der Operettenfestspiele am Großherzoglich-Badischen Hoftheater in Mannheim berufen wurde, nutzte er diese Gelegenheit zur Uraufführung von Der fidele Bauer. Die Hauptrolle sang Louis Treumann. Die Operette war sofort ein außerordentlicher Erfolg. Das Lied Heinerle, Heinerle, hab ka Geld musste dreimal wiederholt werden. Bei einer Aufführung in Berlin begann bald darauf Curt Bois als Heinerle seine Karriere.

## Tonträger
- Der fidele Bauer, Mitschnitt Bad Ischl, unter Vinzenz Praxmarer, mit: Rupert Bergmann; Robert Maszl; Franz Suhrada; Eugene Amesmann; CPO, Georgsmarienhütte 2011.

## Verfilmungen
- 1927: Fery-Film GmbH Berlin; unter der Regie von Franz Seitz senior spielten André Nox, Werner Krauß, Carmen Boni, Hans Brausewetter, Mathias Wieman, Ivy Close, Leo Peukert und Szöke Szakall die Hauptrollen.[2] In dieser Fassung hatte man die Handlung von Österreich in den Spreewald verlegt.
- 1951: Der fidele Bauer, Berna- und Donau-Filmproduktion Wien; unter der Regie von Georg Marischka spielten Paul Hörbiger, Adrienne Gessner, Alma Seidler, Erich Auer, Franz Marischka, Fritz Heller, Fritz von Friedl, Hans Steilau, Heinrich Gretler, Helli Servi und Loni von Friedl die Hauptrollen.[3] Das Lexikon des internationalen Films bemerkte dazu: Teils mit Humor, teils mit Sentiment ausgetragene Konflikte zwischen Alt und Jung, Arm und Reich, Stadt und Land. Nicht sehr glücklich „modernisierte“ Verfilmung der volkstümlichen Operette von Leo Fall. Schlichte, betuliche musikalische Unterhaltung.
- 1962: WDR/ORF-Verfilmung mit Hermann Thimig, Albert Rueprecht und Michl Lang.[4]
- 1973: ORF/ZDF (Fernsehinszenierung). Unter der Regie von Axel von Ambesser spielten Josef Meinrad, Alois Aichhorn, Fritz Muliar, Kurt Huemer, Franz Muxeneder, Monique Lobasa, Dolores Schmidinger, Rainer Schildberg, Franz Strass, Marianne Schönauer und Ulli Fessl die Hauptrollen.[5]